# Kelzang Gyatso
Pour les articles homonymes, voir Kelsang Gyatso (homonymie).
Kelzang Gyatso (tibétain : བསྐལ་བཟང་རྒྱ་མཚོ་, Wylie : Bskal-bzang Rgya-mtsho, pinyin tibétain : Gaisang Gyaco) (3 septembre 1708 à Litang, Kham - 22 mars 1757 à Lhassa) est le 7e dalaï-lama, un érudit, méditant, auteur et mystique tibétain. Un poème attribué au 6e dalaï-lama mentionne sa réincarnation à Litang. Il vécut un moment de grandes turbulences en Asie centrale. L'influence des Mongols au Tibet se réduisait alors, laissant davantage de place à la domination directe de la Chine impériale mandchoue de la dynastie Qing.

## Biographie
Il est le fils de Sönam Dargyé, son père, et de Lobsang Chotso, sa mère. Certains membres de sa famille furent influents ; sa plus grande sœur est la concubine de Lopzang Danjin et son plus grand frère s'est marié avec la nièce de ce dernier et l'a soutenu. Après la défaite de Lopzang Danjin par l'armée impériale Qing dans le Kokonor, il a été remis aux Qing par son propre père et sera autorisé à rester à Dartsedo.
Rétrospectivement, les Tibétains croient que le 6e dalaï-lama a prédit sa propre renaissance à Litang dans un poème :
« Oiseau blanc (grue blanche) prête-moi tes ailes, Je n'irai pas loin. Ayant fait le tour de Litang Je reviendrai bientôt ».

### Contexte de la rivalité entre les Mongols qoshots et dzoungars
Lkhazan Khan, devenu khan qoshot dont le khanat (XVIe siècle — 1724) est autour de Kokonor (nom mongol du lac Qinghai) en 1703 tue en 1705 Sangyé Gyatso, le régent du Tibet, détrône Tsangyang Gyatso, le 6e dalaï lama, qui meurt en 1706, et prend le titre de roi du Tibet. Il fit nommer Yeshe Gyatso comme nouveau dalaï-lama en 1708 avec l'accord de l'empereur mandchou Kangxi.
Le 7e dalaï-lama est né en 1708 de Sonam Dargya et Lobsang Chotso à Litang, deux ans après la disparition du 6e dalaï-lama.
L'enfant étonne au monastère de Thupten Jampaling par ses prodiges. L'oracle du monastère de Litang prédit qu'il serait la réincarnation du précédent dalaï-lama.
Lorsque le jeune garçon atteint l'âge de 8 ans, (vers 1716) l'empereur Kangxi, suivant les relations de son père avec le 5e dalai-lama, envoie des officiels, et le fait escorter par des troupes chinoises, tibétaines et mongoles au monastère de Kumbum, près de Xining, dans le Kokonor, où il est intronisé. Une proclamation publique est faite affirmant qu'il est la véritable réincarnation du précédent dalai-lama.
Les Dzoungars (Mongols Oïrats) du Xinjiang gouvernés par Tsewang Rabtan prennent à l'aide de 6 000 hommes dirigés par Tseren Dondub, son frère, qui traverse la cordillère du Kunlun, puis, le district de Nagtchou-dzong et arrivent à Lhassa en décembre 1717, qu'ils pillent, et tuent Lkhazan Khan
Les Khalkhas, alliés des empereurs chinois mandchous de la dynastie Qing depuis 1691 (et jusqu'à la chute de l'empire en 1911) se rallient alors à l'empereur mandchou, Qianlong pour chasser les Dzoungars à Lhassa, puis reconquérir les territoires de Mongolie et du Xinjiang.

### Relations avec le pouvoir mandchou à Lhassa
Le 24 septembre 1720, les troupes de l'empereur de Chine, Qing Kangxi prennent Lhassa et en chassent les Dzoungars.
Le 16 octobre de la même année, Kelzang Gyatso est intronisé au palais du Potala, avec le soutien de la dynastie Qing, et reçoit les vœux de moine novice du Lobsang Yeshe, 5e panchen-lama, qui lui donne le nom de Kelsang Gyatso, puis les vœux complets en 1726, lors de  Saga Dawa (Anniversaire de Bouddha, 4e mois du calendrier tibétain). Il eut pour professeurs : Le 5e panchen-lama, l'abbé du monastère de Gyurmey, celui du monastère de Shalu, Ngawang Yonten, qui lui apprend les traités philosophiques bouddhistes principaux.

### Réduction des pouvoirs du dalaï-lama puis envoi en exil
Le 26 février 1726, l'empereur de Chine, Yongzheng, publie un édit en mandchou, mongol et tibétain, donnant les pouvoirs à Khangchenné, et exige la coopération de tous à ce dernier et à ses ministres, Polhané, Ngapöpa et le père du dalaï-lama, Sönam Dargyé. Cette demande semble sans effet puisque dès le 5 août 1727, Khangchenné est assassiné par ses collègues de cabinet. Cela déclenche une guerre civile, avec d'un côté, les ministres Ngapöpa, Lumpané, Yarawa et Sönam Dargyé, et de l'autre côté, Polhané, représentant de la province du Tsang, qui avait été loyal à Khangchenné. Polhané envoie alors une demande d'assistance à l'empereur, accusant ses adversaires de tuer les hommes, de violer les femmes, de brûler les maisons et de détruire les récoltes et surtout accusant le dalaï-lama d'être l'auteur de l'envoi des troupes et donc de ces troubles. Après la reconquête par les Qing, Polhané est placé au pouvoir, avec le titre officiel de wang, « roi » en chinois. En outre, deux ambans sont mis en place à Lhasa comme représentants permanents du pouvoir central et le pouvoir du panchen lama est renforcé. Un édit du 28 octobre 1728 confie à ce dernier le contrôle du Tsang et du Tibet occidental jusqu'au mont Kailash, mais il n'accepte de gérer que quelques districts. Le pouvoir séculaire du dalaï-lama s'en retrouve d'autant diminué. Une lettre écrite par l'amban Li Chen, parle de la réticence du panchen lama au pouvoir et précise les droits et devoirs des différents nouveaux dirigeants.
Le 23 décembre 1728, sur l'ordre de l'empereur, le dalaï-lama, escorté de troupes Qing, se retire au Tibet oriental, pour éviter de servir de point de ralliement aux opposants du pouvoir impérial. Bien gardé par 2 000 soldats impériaux, il passe les six années suivantes près de Dartsedo, la région de sa famille, vivant la majeure partie de son temps dans un monastère construit hâtivement,. Son père est également envoyé en exil puis est pardonné par l'empereur en échange de sa promesse de ne plus s'impliquer dans les affaires politiques. À partir de ce moment est mis en place la tradition d'ennoblir toute la famille des dalaï-lamas. Elles sont désormais appelées les familles Yapzhi.

### Fondation du Kashag
Après quatre années d'exil, le dalaï-lama est autorisé par Polhané à rentrer à Lhassa, à la condition expresse qu'il ne se mêle pas des affaires politiques.
En 1721, à la suite de l'invasion Dzoungar, la cour des Qing supprime le gouvernement civil indigène, institué sous le gouvernement du Ve dalaï-lama. Le bureau du sde-srid est remplacé par un conseil des ministres appelé kashag (bka-bshag). Un commandant de garnison chinoise est stationné à Lhassa, qui interfère fréquemment avec les décisions du Kashag, en particulier lorsque les intérêts chinois sont en jeu.
À la suite des émeutes de Lhassa de 1750 (en), l'empereur Qianlong, par l'« Ordonnance en 13 articles pour une gouvernance plus effective du Tibet (en) », réforme le kashag[réf. nécessaire].
D'après le Tenzin Gyatso, 14e dalaï-lama, en 1751, à 43 ans, il fonde le « Kashag » ou conseil des ministres pour administrer le gouvernement tibétain et supprime le poste de régent du Tibet (desi), car trop de pouvoir sont dans les mains d'un seul homme,. À 45 ans, il fonde l'école de Tsé, située au sommet du palais du Potala, et construit le Norling Kalsang Phodrang au Norbulingka.
L'école de Tsé formait les cadres du gouvernement du Tibet. Les diplômés de cette école qui voulaient travailler dans la fonction publique devaient subir un entraînement plus poussé dans une école religieuse. Les fonctionnaires laïcs étaient principalement formés à l'école de Tse.

### Relations inter-religieuses
Il autorisa la construction de l'Église catholique de Lhassa sur les hauteurs de la ville pour les 25 chrétiens de la capitale du Tibet.
Première marque de relations inter-religieuses qui réapparaîtront au XXe siècle, le pape Benoît XIV écrit une lettre pour le 7e dalaï-lama qu'il remet au père Francesco della Penna. Dans un premier temps, les missionnaires catholiques se virent accorder une pleine liberté de culte et de prédication, mais, après la conversion d'une vingtaine de tibétains qui refusèrent après cela de participer aux prières lamaïques obligatoires, après un long procès, cinq d'entre eux furent publiquement flagellés le 22 mai 1742 et les missionnaires catholiques durent partir pour le Népal[À attribuer],.

### Ouvrages
Le 7e dalaï-lama était un grand lettré. Il a écrit de nombreux livres, portant principalement sur les tantras. Il était aussi un grand poète abordant des thèmes spirituels. Il est mort en 1757.

### Œuvres du7edalaï-lama
- (en) Selected Works of the Dalai Lama VII : Songs of Spiritual Change, trad. par Glenn H. Mullin, Snow Lion, coll. « Teachings of the Dalai Lamas », 2e  éd. révisée 1985, 225 p.
- (en) Gems of Wisdom from the Seventh Dalai Lama, trad. Glenn H. Mullin, Snow Lion, 1999.
- Gilles Van Grasdorff, Paroles des Dalaï-Lamas. Un message spirituel pour les hommes d'aujourd'hui et de demain (1996), trad. Vincent Dupont, Marabout, 1997, 275 p.

### Études sur le7edalaï-lama
- Bernard Baudouin, Le grand livre des Dalaï-Lamas. Transmission du pouvoir spirituel dans le bouddhisme tibétain, éd. de Vecchi, 2004, 134 p.  (ISBN 2-7328-8185-6)
- Roland Barraux, Histoire des Dalaï-Lamas. Quatorze reflets sur le Lac des Visions, Albin Michel, coll. "Espaces libres", 2002, 393 p.  (ISBN 2-226-13317-8)
- Martin Brauen, Les Dalaï-Lamas. Les 14 réincarnations du bodhisattva Avalokiteshvara, Favre, 2005, 303 p.
- Glenn H. Mullin, Les quatorze Dalaï-Lamas (2001), préface du 14e Dalaï-Lama, trad. Philippe Beaudoin, Éditions du Rocher, 2004, 616 p.
- (en) Xiangyun Wang, “The Qing Court's Tibet Connections: Lcang skya Rol pa'i rdo rje and the Qianlong Emperor”, Harvard Journal of Asiatic Studies, vol. 60, no 1, 2000, p. 125-163.
- (en) Dawa Norbu, China's Tibet Policy, Padstow, Curzon, coll. « Durham East-Asia series. », 2001 (ISBN 978-0-203-82695-9, lire en ligne), p. 76